# Igrište (Leskovac)
Igrište (Leskovac) (em cirílico: Игриште) é uma vila da Sérvia localizada no município de Leskovac, pertencente ao distrito de Jablanica, na região de Jablanica. A sua população era de 252 habitantes segundo o censo de 2002.

## Demografia
| 1948 | 1953 | 1961 | 1971 | 1981 | 1991 | 2002 | 2011 |
| ---- | ---- | ---- | ---- | ---- | ---- | ---- | ---- |
| 562  | 599  | 549  | 475  | 411  | 353  | 292  | 252  |